# Oophaga sylvatica
Espèce
Synonymes
- Dendrobates histrionicus sylvaticus Funkhouser, 1956
- Dendrobates sylvaticus Funkhouser, 1956

Statut de conservation UICN

 NT  : Quasi menacé
Statut CITES
Oophaga sylvatica est une espèce d'amphibiens de la famille des Dendrobatidae.

## Répartition et habitat
Cette espèce se rencontre jusqu'à 1 000 m d'altitude :
- en Colombie dans les départements de Cauca et Nariño ;
- en Équateur dans les provinces de Pichincha, Esmeraldas, Imbabura et Los Rios.

Elle vit dans la forêt tropicale humide.

## Menaces et protection
Le 7 novembre 2018, 53 Oophaga histrionica, 50 Oophaga lehmanni et 13 Oophaga sylvatica sont saisies à l'aéroport international El Dorado par la police. Considéré comme un crime environnemental en Colombie, le trafic d'espèces sauvages est sanctionné par des amendes pouvant atteindre un million de dollars. Selon le secrétariat à l'environnement de la mairie de Bogota, il s'agit alors de « la plus importante saisie d'amphibiens confisqués à des trafiquants de faune sauvage à Bogota », avec une valeur marchande estimée à plus de 380 000 dollars.

## Publication originale
- Funkhouser, 1956 : New frogs from Ecuador and southwestern Colombia. Zoologica, New York, vol. 41, p. 73-80.